# Konarevo
Konarevo (cirill betűkkel Конарево), település Szerbiában, a Raškai körzet Kraljevoi községében.

## Népesség
- 1948-ban 823 lakosa volt.
- 1953-ban 930 lakosa volt.
- 1961-ben 1 200 lakosa volt.
- 1971-ben 1 961 lakosa volt.
- 1981-ben 2 766 lakosa volt.
- 1991-ben 3 351 lakosa volt.
- 2002-ben 3 372 lakosa volt, akik közül 3 335 szerb (98,9%), 11 horvát, 5 montenegrói, 2 macedón, 1 jugoszláv, 1 muzulmán, 1 ukrán, 9 ismeretlen.